# Elecciones legislativas de Mongolia de 1986
Las elecciones parlamentarias de 1986 tuvieron lugar en Mongolia el día 22 de junio.
En esta época, Mongolia se encontraba bajo el régimen de un único partido, el cual era el Partido Revolucionario del Pueblo de Mongolia.
El Partido Revolucionario del Pueblo de Mongolia ganó 346 de los 370 escaños, el resto de los 24 escaños fue a parar a candidatos no alineados en partidos, quienes habían sido aprobados por el Partido Revolucionario del Pueblo de Mongolia debido a su status.
El recuento de votos fue del 100%, con solo 10 votos de los 929.403 emitidos siendo no válidos.

## Tabla de resultados
| Partido                                       | Votos   | %   | Diputados | +/- |
| --------------------------------------------- | ------- | --- | --------- | --- |
| Partido Revolucionario del Pueblo de Mongolia |         |     | 346       | +2  |
| Independientes                                |         |     | 24        | -2  |
| Inválidos/Votos en blanco                     |         | -   | -         | -   |
| Total                                         | 929.393 | 100 | 370       | 0   |
| Fuente: Nohlen et al.                         |         |     |           |     |